# 嘉利翁氏菌属
嘉利翁氏菌属也称报毛菌属，为亞硝化單胞菌目的一个属。该属的模式种为锈色嘉利翁氏菌（Gallionella ferruginea）。

## 下属物种
- 锈色嘉利翁氏菌 Gallionella ferruginea Ehrenberg 1838，含铁嘉氏铁柄杆菌，锈色螺状菌，铁锈色披毛菌